# Serce
Serce (łac. cor, gr. kardia) – centralny narząd układu krwionośnego strunowców, stawonogów, pazurnic, mięczaków i ramienionogów. Zbudowany jest z tkanki mięśniowej poprzecznie prążkowanej typu sercowego. Zazwyczaj narząd ten otoczony jest osierdziem (pericardium).

## Stawonogi

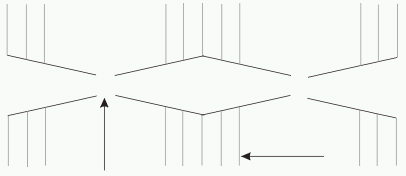
Budowa serca bezkręgowca, półschemat.
Strzałka pionowa: ostium, strzałka pozioma: mięsień skrzydlaty, łamane: mięśnie wewnętrzne serca. Zastawki usunięto

Serce stawonogów nawiązuje do naczynia grzbietowego pierścienic. W pierwotniejszych taksonach skorupiaków serce ciągnie się przez cały tułów i odwłok, a ostia obecne są po parze w każdym segmencie. U wyżej uorganizowanych grup serce jest krótsze, a ostiów może być tylko para. Ostia wyposażone są w zastawki zapobiegające cofaniu się krwi do zatoki okołosercowej przy skurczu. Wskutek skurczu krew płynie przez aortę do tętnic, z których wylewa się do hemocelu. Do serca dostaje się natomiast z zatoki okołosercowej. Obecne mogą być także żyły.

### Szczękoczułkowce
U pajęczaków serce występuje wyłącznie w odwłoku, zazwyczaj w jego przedniej części. Prymitywniejsze grupy mają serce z przewężeniami zgodnymi z metamerią odwłoka. U kikutnic serce ciągnie się od wzgórka ocznego do końca odwłoka i ma 2-3 pary ostiów.

### Wije
Serce drobnonogów ciągnie się od 3 do 13 segmentu tułowia i ma 8 par ostiów. U dwuparców obecne są dwie pary ostiów w każdym diplosegmencie. U pareczników serce ciągnie się przez cały tułów.

### Sześcionogi
U sześcionogów par ostiów jest od 1 do 13. U owadów par tych jest najczęściej 8. Serce jest u nich poprzewężane na odcinki przegrodzone zastawkami, z których każdy ma parę ostiów.

## Pazurnice
Pazurnice mają serca długie, po obu stronach otwarte, o liczbie par ostiów odpowiadającej liczbie odnóży.

## Mięczaki
U mięczaków serce położone jest na grzbietowej stronie worka trzewiowego oraz podzielone na jeden lub więcej przedsionków i jedną lub więcej komór.
U jednopłytkowców serce jest parzyste. Składa się z dwóch par przedsionków i dwóch komór, a każdy zespół otoczony jest własnym workiem osierdziowym. U chitonów serce leży pod 7 i 8 płytką i złożone jest z dwóch bocznie położonych przedsionków i jednej komory. Tarczkonogi i bezpłytkowce mają krótkie serce złożone ze zwężonego przedsionka i szerokiej komory.
Ślimaki mają serce złożone z komory i 1 lub 2 przedsionków, których liczba analogiczna jest do liczby skrzeli. U przodoskrzelnych przedsionek leży z przodu komory, a u tyłoskrzelnych z tyłu.
U małży na serce składa się komora i dwa przedsionki. Otoczone jest ono workiem okołosercowym, a jego dolna część obejmuje jelito końcowe.
U głowonogów serce leży w tylnej części worka trzewiowego. Otoczone jest workiem osierdziowym i wyposażone w tyle przedsionków, ile skrzeli. Większość ośmiornic ma komorę serca podłużnie podzieloną przegrodą na dwie części.

## Ramienionogi
Ramienionogi mają drobne serce umieszczone w krezce grzbietowej.

## Strunowce

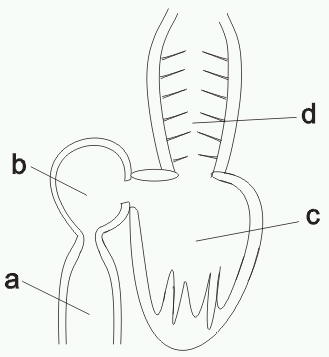
Serce ryby, schemat. a – zatoka żylna, b – przedsionek, c – komora, d – stożek tętniczy

Serce występuje u prawie wszystkich strunowców (z wyjątkiem bezczaszkowców) Narząd ten umiejscowiony jest po brzusznej stronie ciała, w klatce piersiowej za żebrami (wyłączając bezogonowe – Anura – niemające właściwej klatki piersiowej). Umiejscowione może być pośrodku klatki piersiowej lub z pewnym odchyleniem w stronę lewą (często znacznym – np. ponad 70% u bydła). Są to serca miogenne, co znaczy, że są pobudzane przez własny rozrusznik (tj. specyficzny mięsień, np. węzeł zatokowo-przedsionkowy nodus sinuatrialis). W sercu występują zastawki.
Najprymitywniejsze serce (tzw. serce skrzelowe) wśród kręgowców posiadają bezżuchwowce i ryby (Agnatha et Pisces) – wyróżnić w nich można: zatokę żylną (sinus venosus), przedsionek (atrium), komorę (ventriculus cordis), stożek tętniczy z zastawkami (conus arteriosus). Występuje u nich jeden obieg krwi.
U płazów (Amphibia) serce to zatoka żylna, prawy przedsionek, komora, lewy przedsionek i stożek tętniczy.
Serce gadów (Reptilia) w budowie zbliżone jest do serca płaziego, z tą różnicą, że u gadów nie występuje stożek tętniczy, a pojawia się częściowa przegroda międzyprzedsionkowa (septum interatriale). Wyjątek stanowią przedstawiciele rzędu Crocodilia, u których występuje przegroda całkowita. Ponadto u gadów występują dwa łuki aorty: lewy i prawy, który u ptaków i ssaków wywodzących się od gadów został z redukowany do prawego u ptaków i lewego u ssaków.
| Serce ssaków i ptaków składa się z dwóch przedsionków i dwóch komór. Charakterystyczna jest obecność 4 zastawek: zastawki trójdzielnej (przedsionkowo-komorowej prawej, valva tricuspidalis syn. valva atrioventricularis dextra), zastawki dwudzielnej (przedsionkowo-komorowej lewej, mitralnej, valva bicuspidalis syn. valva atrioventricularis sinistra, valva mitralis) oraz 2 zastawek półksiężycowatych: zastawki aorty i zastawki pnia płucnego (valva aortae et trunci pulmonalis). |

### Ptaki
Serce ptasie swym kształtem i budową przypomina serce ssacze. Podstawę serca chronią worki powietrzne szyjne i piersiowe, zaś wierzchołek ukryty jest między płatami wątroby. Ptaki, podobnie jak ssaki, mają już w sercu całkowitą przegrodę międzykomorową, która uniemożliwia mieszanie się krwi natlenowanej (tętniczej) z odtlenowaną (żylnej). Występują również dwie komory i dwa przedsionki. Ogółem serce ptasie podobne jest do ssaczego; posiada kilka charakterystycznych cech:
- lewa komora jest silniej rozwinięta od prawej (jednak przedsionek lewy jest zwykle mniejszy od prawego)
- lewa zastawka przedsionkowa jest trójpłatowa
- w prawym przejściu przedsionkowo-komorowym nie występuje zastawka żaglowa, zaś na jej miejscu znajduje się fałd mięśniowy, przymocowany do bocznej ściany komory prawej

W odróżnieniu od ssaków występuje prawy łuk aorty, który rozwinął się z prawego, 4. łuku skrzelowego, a nie z lewego, jak u ssaków. U ptaków bardziej ruchliwych serce wykazuje się większą masą. Przykładowo, u sroki ważącej 200 g serce masa serca stanowi 9,34‰ masy ciała, u pustułki 11,9‰ masy ciała, zaś u sokoła kobuza – 17‰ masy ciała. Liczba skurczów serca na minutę zależna jest od wielkości ptaka; ptak mały musi wykonać ich więcej w ciągu minuty, niż spokrewniony z nim ptak większy.

### Przepływ krwi przez serce ssaka

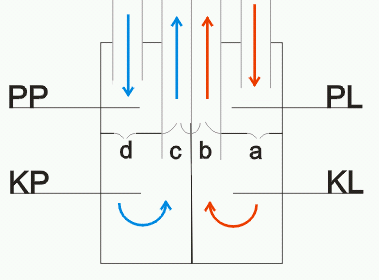
Obieg krwi przez serce dorosłego ssaka, schemat
Małe litery odpowiadają oznaczeniom zastawek (patrz wyżej), strzałki: kierunek, w którym płynie krew, kolor czerwony: krew utlenowana, niebieski odtlenowana. Pozostałe oznaczenia w tekście

Krew odtleniona powraca z tkanek do serca żyłami głównymi (vv. cavae): górną i dolną do prawego przedsionka (PP) serca, skąd przez zastawkę trójdzielną przepływa do komory prawej (KP). Tętnicami płucnymi (aa. pulmonale) jest transportowana do płuc, gdzie następuje jej natlenienie. Powraca następnie do przedsionka lewego (PL) żyłami płucnymi (vv. pulmonales), skąd trafia do komory lewej (KL), a później aortą do pozostałych narządów.
U płodu ssaka krążenie krwi w sercu przebiega następująco: krew utlenowana (powracająca z łożyska – placenta) żyłami wpływa do prawego przedsionka, skąd w większości (więcej niż w 95%) przedostaje się otworem owalnym (foramen ovale, OO) do lewego przedsionka i aortą do tkanek. Otwór owalny przestaje być drożny w chwili „pierwszego oddechu”, czyli w momencie narodzin.

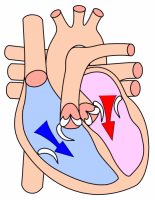
Diastole

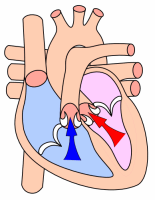
Systole

### Praca serca ssaka
Pełny cykl pracy serca (ang. cardiac cycle) trwa około 0,8 sekundy i wyróżnić w nim można trzy fazy:
- okres pauzy, który trwa około połowy czasu przeznaczonego na cały cykl; w tej fazie mięśnie komór i przedsionków są rozkurczone. Krew napływa do serca z żył głównych oraz żył płucnych. Zastawki półksiężycowate pozostają zamknięte.
- diastole jest fazą, w czasie której następuje wypełnienie komór poprzez skurcz przedsionków. Rozkurcz trwa ponad 0,1 sekundy.
- systole trwa 0,3 s; w czasie tej fazy następuje skurcz komór i wyrzut do aorty i tętnicy płucnej przez otwarte zastawki półksiężycowate.

Ogólna zasada brzmi: im większe zwierzę, tym wolniej bije jego serce. Serce słonia waży 22 kg i bije tylko 25 razy na minutę, serce myszy nawet 700 razy na minutę. U dużych psów serce bije 80 razy na minutę, a u małych 120 razy.
Serca ptaków biją nawet szybciej, niż wynikałoby to z ich wielkości: kury – do 400 razy na minutę, kanarka – nawet do 1000 razy na minutę.